# Гранде-де-Гурупа
Гранде-де-Гурупа (порт. Ilha Grande do Gurupá, англ. Ilha Grande de Gurupá) — річковий острів, розташований в нижній частині русла Амазонки, другий за площею острів її дельти після острова Маражо, адміністративно відноситься до штату Пара, Бразилії (Південна Америка).

## Географія
Острів знаходиться у муніципалітеті Гурупа, в мезорегіоні Маражо, у північній частині штату Пара, в нижній течії річки Амазонка, приблизно за 50 км  на захід від острова Маражо, нижче за течією від злиття річки Шінгу з Амазонкою. Протяжність острова з північного сходу на південний захід близько 129 км, при максимальній ширині до 45 км. Максимальна висота — 9 м.. Має площу — 4864 км² (4-те місце у Бразилії та 120-те в світі).
Головне місто Ітатупа, знаходиться в північній частині острова. Інші населенні пункти розташовані на західному узбережжі острова: Бом-Жардін, Ажеріко, Бонфім і Лімдо.
На острові розташований заповідник «Ітатупа-Бакуа», площею 64 441,29 га (644 км²), який було створено 14 червня 2005 року.

## Історія
Острів був відкритий португальськими моряками у 16 столітті.